# Ubi periculum
Ubi periculum (в превод от латински: Къде е опасността) е апостолическа конституция, издадена от папа Григорий X на 16 юли 1274 г. по време на Втория лионски събор. В документа се установява реда за избиране на папите посредством конклав, като този начин за избиране на римския понтифик става единствения възможен.

## Причини за издаване
Необходимостта от въвеждането на конклава възниква в резултат от папските избори през 1268-1271 г., които стават най-продължителните в историята на папството. В течение на 2 години и 9 месеца кардиналите събрани в италианския град Витербо, не могли да постигнат съгласие за избора на нов папа. Поведението на кардиналите възмутило гражданите, и те ги заключили в двореца, с предупреждението че ще останат вътре докато не изберат нов папа. Кардиналите продължали да спорят и да се карат помежду си. тогава вярващите съборили покрива на сградата и оставили духовниците само на хляб и вода, вече настъпвала зимата. Скоро студът и гладът заставили кардиналите да постигнат съгласие. Така бил избран папа Григорий X. Три години по-късно той издава конституцията за да улесни кардиналите при бъдещите папски избори.

## Правила
Конституцията предвижда следните правила за провеждане на конклава:
- Ако папата почине в града, в който той е живял със своята курия, кардиналите, намиращи се в същия град, трябва да изчакат останалите кардинали в продължение на десет дни. След изтичането на този срок, независимо от това дали са пристигнали или не, всички кардинали, присъстващите трябва да се съберат в сградата, където е живял починалия папа за избор на нов папа. Всеки кардинал може да бъде придружаван от един спътник – духовник или мирянин, като тези които имат нужда могат да се придружават и от двама помощници.
- Ако папата почине извън града, в която той е живял заедно със своята курия, кардиналите се събират на конклав в града, на чиято територия или област папата е умрял, освен ако това е невъзможно или този град е в открит бунт срещу Римската църква. В този случай, конклавът се провежда в друго по-близко място, също при условие, че не е под запрещение, или не проявява открито непокорни. Конклавът се провежда в избрана от кардиналите сграда в града, обител или епископски дворец. Същите правила се спазват и в случай, че папата умре в града, в който той живее с неговата курия.
- Сградата, в която се провежда конклавът се затваря от всички страни, така че никой да не може да влиза или да напуска. Само пред определен отвор се доставя храна за кардиналите, но трябва през него да не може да влезе външен човек.
- Всеки участник в конклава трябва да живее в обща стая, без всякакъв контакт с външния свят.
- Изпращането на писма до кардиналите, както и тайните разговори с тях, е строго забранено под страх от отлъчване.
- Като се има предвид миналия опит, документът предвижда специфични правила за хранене. Ако след изтичането на три дни кардиналите не успеят да изберат нов папа, те имат право само на едно ястие на хранене, а ако не успеят да постигнат съгласие в продължение и на следващите пет дни, храната им се ограничава само хляб, вино и вода.
- В допълнение, по време на периода Sede vacante, всички църковни приходи, дължащи се на кардиналите, се задържат от шамбелана и след това се предават на разпореждане на новия папа.
- Ако някой от кардиналите след влизането си в конклава го напусне без явна причина за заболяване, това не е основание за непризнаване на изборите, и останалите кардинала могат свободно да продължат избора на папа. Ако напускането е поради болест, след като кардиналът оздравее или дори преди това, той може да се върне и да продължи участието си в конклава.
- Страстите и принудата поробват свободната воля и принуждават да се действа по определен начин, поради което при липса на свобода изборът на папа е невалиден. Ето защо никой, освен Бог, не трябва да повлияе на преценката на кардиналите в изборите, които с чист дух, свободно, и без страх трябва да изберат достоен понтифик. Който действа по друг начин, ще бъде подложен на божия гняв и вината му може да се прости само след тежка покаяние. Трябва да се считат за невалидни всякакъв вид спогодби, споразумения, задължения и договорености във връзка с избора, и никой не е длъжен да ги спазва.

В резултат на тези строги правила, следващите конклави довеждат да много по-бързо избиране на папи, особено първият от тях през януари 1276 г., който продължава само един ден и завършва с избора на папа Инокентий V.